# Diocèse de Tacámbaro
Le diocèse de Tacámbaro (en latin : en latin : Dioecesis Tacambarensis ; en espagnol : Diócesis de Tacámbaro) est un diocèse de l'Église catholique du Mexique, suffragant de l'archidiocèse de Morelia.

## Territoire

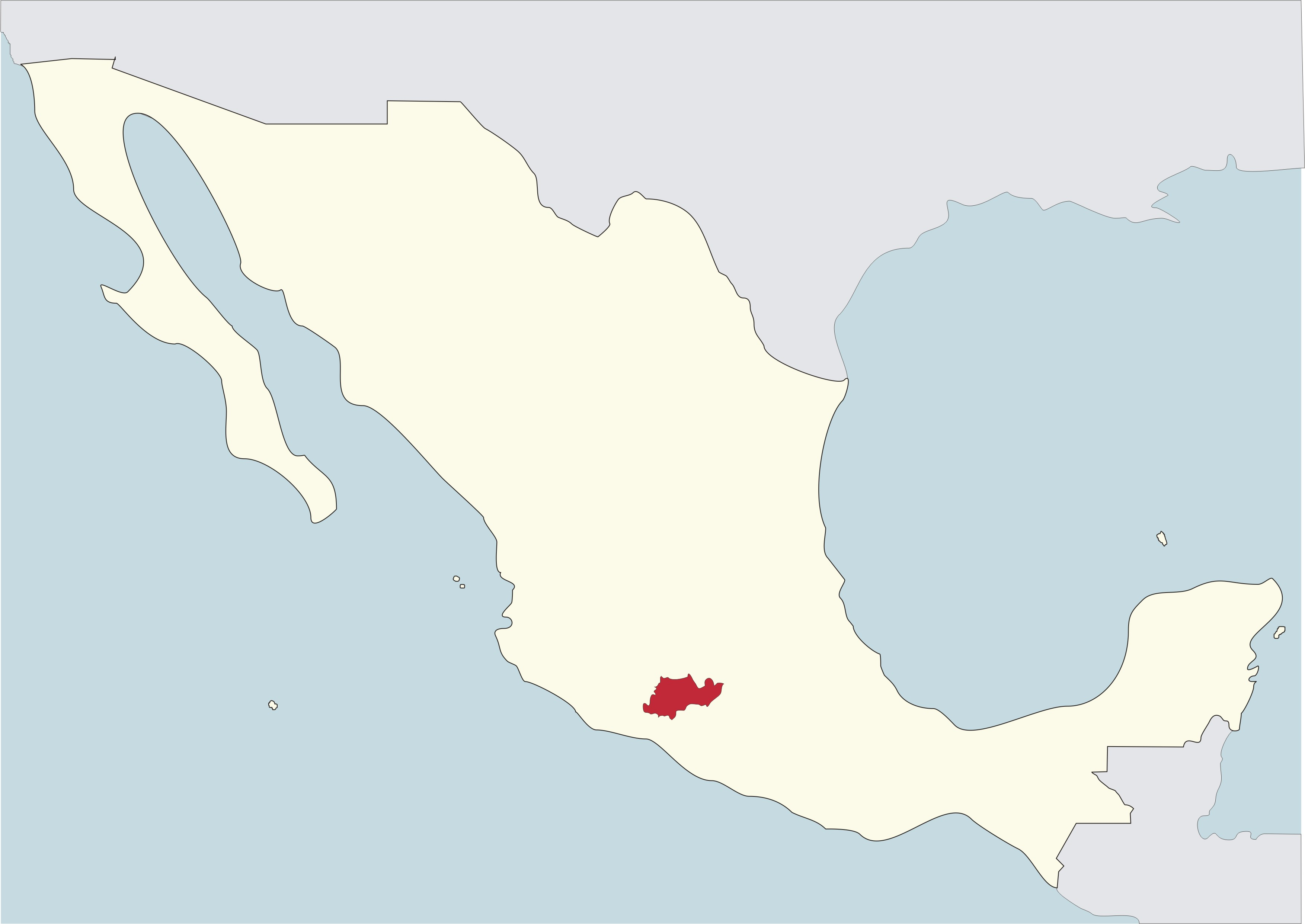
Diocèse de Tacámbaro en rouge sur la carte du Mexique

Il comprend 14 municipalités de l'État de Michoacán ce qui correspond à un territoire d'une superficie de 14 624 km2 divisé en 42 paroisses.
Le siège épiscopal est dans la ville de Tacámbaro où se trouve la cathédrale Saint-Jérôme.

## Historique
Le diocèse est érigé le 26 juillet 1913 par le décret In republica Mexicana de la congrégation des évêques en prenant une partie du territoire du diocèse de Zamora et de l'archidiocèse de Michoacán (aujourd'hui archidiocèse de Morelia) dont Tacámbaro devient suffragant.
En vertu du décret Quo melius du 2 mai 1953 de la congrégation des évêques, il cède les paroisses d'Aquila, Coahuayana et Villa Victoria au diocèse de Colima.
Il cède une portion du territoire le 30 avril 1962 pour l'érection du diocèse d'Apatzingán. Il cède une autre partie de son territoire le 27 octobre 1964 pour la création du diocèse de Ciudad Altamirano.

## Évêques
- Sede vacante (1913-1920)

- Leopoldo Lara y Torres (23 décembre 1920 - 18 avril 1933)
- Manuel Pío López Estrada (16 juin 1934 - 11 octobre 1939), nommé évêque de Veracruz-Xalapa
- José Abraham Martínez Betancourt (17 juillet 1940 - 5 juin 1979)
- Luis Morales Reyes (5 juin 1979 - 19 février 1985), nommé évêque coadjuteur de Torreón
- Alberto Suárez Inda (5 novembre 1985 - 20 janvier 1995), nommé archevêque de Morelia
- Rogelio Cabrera López (30 avril 1996 - 16 juillet 2001), nommé évêque de Tapachula
- José Luis Castro Medellín, M.S.F (25 octobre 2002 - 22 août 2014)
- Gerardo Díaz Vázquez (22 août 2014 - 13 mai 2023), nommé évêque de Colima
- Juan Carlos Arcq Guzmán, depuis le 8 juin 2024